# Louis-Michel Morris
Louis-Michel Morris (Canteleu, 27 settembre 1803 – Mostaganem, 7 giugno 1867) è stato un generale francese.

## Biografia
Ammesso all'École spéciale militaire de Saint-Cyr nel 1821, optò per la sua uscita verso l'arma della cavalleria.
Si distinse in Algeria durante la battaglia della Smala di Abd el-Kader (Taguin, 1843), e fu poi promosso al grado di colonnello del 2º Reggimento Cacciatori d'Africa.
Nominato maresciallo di campo nel 1847, generale di brigata nel 1849 e generale di divisione nel 1851, ha comandato la 2ª brigata della 1ª divisione del Corpo di spedizione del Mediterraneo e poi della divisione di cavalleria dell'armata d'Oriente durante la guerra di Crimea.
Durante la Seconda guerra d'indipendenza italiana del 1859, durante la battaglia di Solferino, comandò la cavalleria della Guardia Imperiale, sotto il generale Auguste Regnaud de Saint-Jean d'Angély.
Fu creato Gran Ufficiale della Legion d'Onore nel 1854.